# Berthe (fille de Charlemagne)
Pour les articles homonymes, voir Berthe.
Berthe (née vers 779-780, morte après 823) est une fille de Charlemagne, roi des Francs et empereur d'Occident, et d'Hildegarde.

## Biographie
Comme tous ses frères et sœurs, Berthe vécut à la maison royale de Charlemagne, dont tous les enfants furent éduqués par des précepteurs.
Une ambassade du roi Offa de Mercie, qui demandait sa main pour son fils Ecgfrith, conduit Charlemagne à rompre les relations diplomatiques avec la Mercie en 790 et à interdire aux navires anglo-saxons l'accès à ses ports. Comme ses sœurs, Berthe ne s'est jamais mariée ; les historiens estiment que l'empereur refusait de marier ses filles pour éviter une rivalité politique vis-à-vis de ses gendres.
Berthe a eu une longue relation amoureuse avec Angilbert, diplomate proche de Charlemagne et poète, et donna naissance à deux enfants : Nithard et Hartnid. En 794 ou en 795, Angilbert présente à la cour comme divertissement un poème louant la beauté et le charme des filles de Charlemagne ; Bertha y est particulièrement louée pour disposer d'un discernement critique et de l'appréciation de la poésie.
Les fils de Berthe et d'Angilbert sont Hartnid, dont on ne sait pas grand chose, et Nithard, historien et abbé de Saint-Riquier. Angilbert mit fin à sa liaison avec Berthe et se retira dans un monastère et devint abbé de Saint-Riquier, selon une biographie de son fils. Nithard resta cependant un important conseiller de Charlemagne. Nithard fut un soldat et homme politique distingué et devint par la suite conseiller de Charles le Chauve.
Après la mort de Charlemagne, son fils et successeur Louis le Pieux exila ses sœurs dans les couvents que leur père leur avait donnés.